# Индейцы Юго-востока США

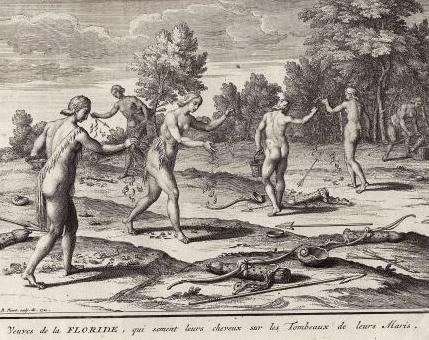

В последние столетия доколумбова периода юго-восток США охватывала миссисипская культура, в основу которой легли предшествовавшие архаические традиции. Большинство населения юго-востока составляли носители мускогских языков, однако на крайнем юге и в регионе Эверглейдс обитали носители изолированных языков — тимукуа, натчез и других.
Ниже приведен список индейских племён и народов Юго-Востока США:

## Исторические и современные племена
- en:Abihka, Крикская конфедерация, Алабама[1]
- en:Acolapissa (Colapissa), Луизиана и Миссисипи[2]
- Адаи, Луизиана и Техас[2]
- Ais, восточная прибрежная Флорида[3]
- en:Akokisa, юго-восточное побережье Техаса[1]
- Алабама, Крикская конфедерация, Алабама[1], юго-западное Теннесси, северо-западное Миссисипи[4][2]
- en:Alafay (Alafia, Pojoy, Pohoy, Costas Alafeyes, Alafaya Costas), Флорида[5]
- en:Amacano, западное побережье Флориды[6]
- Апалачи, северо-западная Флорида[4]
- Apalachicola, Крикская конфедерация, Алабама, Флорида, Джорджия и Южная Каролина[1]
- Атакапа, западное побережье Луизианы и юго-западное побережье Техаса[4]
- en:Avoyel («little Natchez»), Луизиана[2][7]
- en:Backhooks Nation (вероятно — Chuaque, Holpaos, Huaq, Nuaq, Pahoc, Pahor, Paor, Uca),[8] Южная Каролина
- Байогула, Bayogoula, юго-восточная Луизиана, [2][7]
- Бидай, Bidai, восточный Техас[1]
- en:Boca Ratones, Флорида
- Каддо, Арканзас, Луизиана, Оклахома, Техас[4]
- Калуса, юго-западная Флорида[4][5]
- en:Cape Fear Indians, южное побережье Северной Каролины[2]
- Катоба (Esaw, Usheree, Ushery, Yssa),[8] Северная Каролина, Южная Каролина[4]
- en:Chacato, крайняя оконечность Флориды и южная Алабама[2]
- en:Chakchiuma, Алабама и Миссисипи[4]
- en:Chatot (tribe) (Chacato, Chactoo), западная Флорида
- en:Chawasha (Washa), Луизиана[2]
- Cheraw (Chara, Charàh), Северная Каролина
- Чероки, Джорджия, Северная Каролина, западная оконечность Южной Каролины, Теннесси, Алабама, позднее Арканзас, Техас, Мексика и Оклахома[9]
- en:Chiaha, Крикская конфедерация, Алабама[1]
- Chickahominy, Виргиния[10]
- Chickamauga, племя в составе чероки в штатах Теннесси и Джорджия
- en:Chickanee (Chiquini), Северная Каролина
- Чикасо, Алабама и Миссисипи,[4] позднее Оклахома[9]
- Chicora, побережье Южной Каролины[7]
- Chine, Флорида
- en:Chisca (Cisca), юго-западная Виргиния, северная Флорида[7]
- Читимача, Луизиана[4]
- Чокто, Миссисипи, Алабама,[4] частично Луизиана; позднее Оклахома[9]
- en:Chowanoc, Северная Каролина
- Маскоги (крик), Флорида, Джорджия, южный Теннесси, Миссисипи,[4] позднее Алабама, Оклахома[9]
- Конгари (Canggaree), Южная Каролина[11][2]
- en:Coree, Северная Каролина[7]
- Коасати, Луизиана, Техас, Теннесси
- en:Coharie, Северная Каролина
- Кусабо coastal Южная Каролина[4]
- en:Eno (people), Северная Каролина[2]
- en:Eyeish (Hais, Aliche, Aiche), восточный Техас[1]
- en:Garza, Техас, север Мексики
- en:Grigra (Gris), Миссисипи[12]
- en:Guacata (Santalûces), восточная прибрежная Флорида[5]
- en:Guacozo, Флорида
- en:Guale (Cusabo, Iguaja, Ybaja), прибрежная Джорджия[4][2]
- en:Guazoco, северо-западное побережье Флориды[5]
- Хитчити, в составе Крикской конфедерации, Джорджия, Алабама и Флорида[2]
- en:Hooks Nation (possibly Chuaque, Huaq, Nuaq),[8] see Backhooks Nation
- Houma, Луизиана и Миссисипи[4]
- en:Jaega, восточное побережье Флориды[3]
- en:Jaupin (Weapemoc), Северная Каролина
- Jobe (Hobe), Флорида[5]
- en:Jororo, внутренняя Флорида[5]
- Каранкава, Техас
- en:Keyauwee, Северная Каролина[2]
- en:Koroa, Миссисипи[2]
- en:Luca (tribe), юго-западное побережье Флориды[5]
- en:Lumbee, Северная Каролина
- en:Machapunga, Северная Каролина
- en:Manahoac, Виргиния[13]
- en:Mattaponi, Виргиния
- en:Matecumbe (матакумбе, матакомбе), Флорида[5]
- en:Mayaca (tribe), Флорида[5]
- Майяими, внутренняя Флорида[3]
- en:Mayajuaca, Флорида
- en:Meherrin, Виргиния,[10] Северная Каролина
- en:Mikasuki (миккосуки), Флорида
- en:Mobila (мобила, мобилы), северо-западная Флорида и южная Алабама[4]
- en:Mocoso, западная Флорида[5][3]
- en:Monacan, Виргиния[7]
- en:Monyton (Moneton, Monekot, Moheton) (en:Siouan), Западная Виргиния и Виргиния
- en:Mougoulacha, Миссисипи[7]
- en:Nahyssan, Виргиния
- en:Naniaba, северо-западная Флорида и южная Алабама[4]
- en:Nansemond, Виргиния[10]
- Натчез, Луизиана и Миссисипи[4] позднее Оклахома
- Neusiok (Newasiwac, Neuse River Indians), Северная Каролина[2]
- en:Nottaway, Виргиния,[10] Северная Каролина
- en:Occaneechi (en:Siouan), Виргиния[14][10]
- en:Oconee, Джорджия, Флорида
- en:Ofo, Арканзас и Миссисипи[4], восток Теннесси[2]
- en:Okchai (Ogchay), центральная Алабама[2]
- en:Okelousa, Луизиана[2]
- Аппалуса (опелуса), Луизиана[2]
- en:Osochee (Oswichee, Usachi, Oosécha), Крикская конфедерация, Алабама[2][1]
- en:Pacara, Флорида
- en:Pakana (Pacâni, Pagna, Pasquenan, Pak-ká-na, Pacanas), центральная Алабама[2], позднее Техас[7]
- en:Pamlico, Северная Каролина
- en:Pamunkey, Виргиния[10]
- en:Pascagoula, побережье Миссисипи[7]
- en:Patiri, юго-восточный Техас
- Pee Dee (пиди), Южная Каролина[15][2] и Северная Каролина
- Pensacola, оконечность Флориды и южная Алабама[4]
- en:Potoskeet, Северная Каролина
- en:Quinipissa, юго-восточная Луизиана и Миссисипи[1]
- en:Rappahannock Tribe, Виргиния
- en:Saluda (Saludee, Saruti), Южная Каролина[2]
- en:Santee (Seretee, Sarati, Sati, Sattees), Южная Каролина (племя не связано с en:Santee Sioux), Южная Каролина[2]
- en:Santa Luces, Флорида
- en:Saponi, Северная Каролина[16], Виргиния[10]
- en:Saura Северная Каролина
- en:Sawokli (Sawakola, Sabacola, Sabacôla, Savacola), южная Алабама и оконечность Флориды[2]
- en:Saxapahaw (Sissipahua, Shacioes), Северная Каролина[2]
- Семинолы, Флорида и Оклахома[9]
- en:Sewee (Suye, Joye, Xoye, Soya), побережье Южной Каролины[2]
- en:Shakori, Северная Каролина
- en:Shoccoree, Северная Каролина,[2] возможно, Виргиния
- en:Stegarake, Виргиния[13]
- en:Stuckanox (Stukanox), Виргиния[10]
- en:Sugeree (Sagarees, Sugaws, Sugar, Succa), Северная Каролина и Южная Каролина[2]
- en:Surruque, восточно-центральная Флорида[17]
- en:Suteree (Sitteree, Sutarees, Sataree), Северная Каролина
- Таэнса, Миссисипи[12]
- en:Talapoosa, Крикская конфедерация, Алабама[1]
- en:Tawasa, Алабама[18]
- Текеста, юго-восточная прибрежная Флорида[2][5]
- en:Terocodame, Техас и Мексика
  - en:Codam
  - en:Hieroquodame
  - en:Oodame
  - en:Perocodame
  - en:Teroodame
- Тимукуа, Флорида и Джорджия[4][2][5]
  - en:Acuera, центральная Флорида[19]
  - en:Agua Fresca (или Aqua Dulce или Freshwater), внутренняя северо-восточная Флорида[19]
  - en:Arapaha, северно-центральная Флорида и южно-центральная Джорджия?[19]
  - en:Cascangue, прибрежная юго-восточная Джорджия[19]
  - en:Icafui (или икафи), прибрежная юго-восточная Джорджия[19]
  - en:Mocama (или такатакуру), прибрежная северо-восточная Флорида и прибрежная юго-восточная Джорджия[19]
  - en:Northern Utina северно-центральная Флорида[19]
  - en:Ocale, центральная Флорида[19]
  - en:Oconi, внутренняя юго-восточная Джорджия[19]
  - en:Potano, северно-центральная Флорида[19]
  - en:Saturiwa, северо-восточная Флорида[19]
  - en:Tucururu (или тукуру), центральная Флорида[19]
  - en:Yufera, прибрежная юго-восточная Джорджия[19]
  - Yui (или иби), прибрежная юго-восточная Джорджия[19]
  - Yustaga, северно-центральная Флорида[19]
- en:Tiou (en:Tioux), Миссисипи[11]
- en:Tocaste, Флорида[5]
- en:Tocobaga, Флорида[2][5]
- en:Tohomé, северо-западная Флорида и южная Алабама[4]
- en:Tomahitan, восток Теннесси
- en:Topachula, Флорида
- en:Tukabatchee (Tuk-ke-bat-che), Крикская конфедерация, Алабама[1]
- Тускарора, Северная Каролина, Виргиния, позднее Нью-Йорк
- en:Tutelo, Виргиния[14][10]
- Туника-билокси, Арканзас и Миссисипи[4]
- en:Utiza, Флорида[3]
- en:Uzita, Tampa Bay, Флорида[20]
- en:Vicela, Флорида[3]
- en:Viscaynos, Флорида
- en:Waccamaw, Южная Каролина
- Уотери (Guatari, Watterees), Северная Каролина[2]
- en:Waxhaw (Waxsaws, Wisack, Wisacky, Weesock, Flathead), Северная Каролина и Южная Каролина[2][15]
- Весто, Виргиния и Южная Каролина[7]
- en:Winyaw, побережье Южной Каролины[2]
- en:Woccon, Северная Каролина[2][15]
- Ямаси, Флорида, Джорджия [7]
- Yazoo, юго-восточная оконечность Арканзаса, восточная Луизиана, Миссисипи[2][21]
- Ючи, центр Теннесси,[4][2] позднее Оклахома

## Археология
- Культура Поверти-Пойнт
- Культура Плакемин
- Миссисипская культура
- Строители курганов
- Юго-восточный церемониальный комплекс